# Mare de Déu d'Arboló
L'ermita de la Mare de Déu d'Arboló és una capella del terme municipal de Soriguera, a la comarca del Pallars Sobirà. Pertany al territori del poble d'Arcalís, dins de l'antic terme d'Estac. Es troba molt a la vora de l'antiga partió de termes entre Arcalís i Gerri de la Sal (oficialment Soriguera i Baix Pallars), a la part superior d'un espadat de roca que s'alça sobre la riba esquerra de la Noguera Pallaresa, al lloc conegut com a Congost d'Arboló.
El primer diumenge de maig s'hi celebra un concorregut aplec.

## Comunicacions
S'hi accedeix pel Camí d'Arcalís a Arboló, que des del poble d'Arcalís baixa a buscar la riba esquerra de la Noguera Pallaresa, o bé des de l'aparcament de la carretera N-260, travessant el riu pel Pont d'Arboló i anant a buscar el camí anterior en el seu tram final. En tots dos casos és recomanable fer la ruta a peu; en el cas del segon, el pont no admet el pas de vehicles, però el trajecte és de només 325 metres.

## Notícia històrica

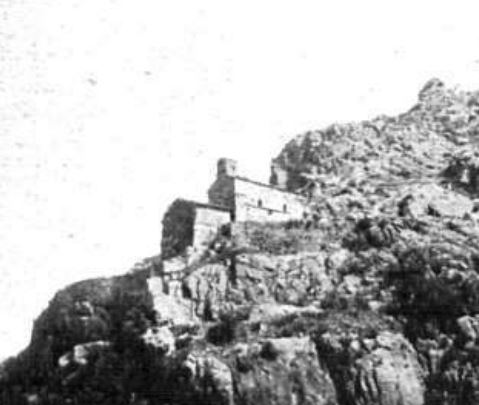
Any 1910

El lloc d'Arboló és un dels indrets del Pallars documentats des de més antic. Al costat de l'actual ermita romànica s'hi alçava un castell (castro Erbolone) que és esmentat en un document de l'any 817, referent a una venda de terres al primer abat del monestir de Gerri.
L'església és esmentada junt amb el castell ("et descendit per ipso castro qui dicitur Erbolone, cum oratorio Sancte Marie quod ubidem fundatus est") en un document del 920, en la descripció dels límits septentrionals del terme de Baén.
L'església d'Arboló fou possessió de Gerri des dels inicis d'aquesta fins a un moment indeterminat, ja que al principi del segle xiv ja no consta entre les seves pertinences.

## Descripció de l'edifici
L'església és un edifici d'una sola nau, de planta rectangular, cobert amb volta de canó i capçat per la banda de llevant amb un absis semicircular que s'obre a la nau amb un doble arc presbiteral.
A l'interior actualment hi ha tres portes, una a cada mur. En el de tramuntana la porta, que és de doble arc en degradació, s'obre al costat del presbiteri i dona pas a les dependències internes del santuari. Les altres dues s'obren en els murs de ponent i de migdia, amb un sol arc de mig punt adovellat. El portal de ponent, que és una mica més tardà, és format per tres arcs de mig punt en degradació. A 1,5 m per sobre de l'arc del portal hom pot apreciar una imposta llisa a manera de guardapols que travessa tota la façana, tombant uns 2 m per cadascun dels murs laterals; aquesta solució ornamental continua en el mur de migdia, però aquí el guardapols segueix uns 80 cm més avall que a la façana de ponent. Aquest element ornamental no és freqüent en les construccions religioses de la regió, i això dona una datació molt avançada per a aquest edifici. Coronant la façana s'alça un campanaret quadrat, que havia servit també com a comunidor.
Possiblement una de les singularitats d'Arboló és la tipologia dels seus paraments, en què l'aparell és fet amb carreus de mides mitjanes, molt ben escairats i polits, que es disposen molt ben encaixats en perfectes filades horitzontals. És precisament la tipologia d'aquest aparell tan regular, i també alguna de les solucions ornamentals de l'edifici, com ara el guardapols, els ulls de bou o la mateixa selecció del cromatisme dels carreus, el que fa pensar en un moment avançat dels models constructius dins la tradició del romànic llombard, amb una datació ja del final del segle xii o fins i tot de principis del xiii.